# 200 Myls 'SOLO' Zeilrace
De 200 Myls solo Zeilrace is een jaarlijkse solo-zeilwedstrijd. De deelnemers mogen zelf een route kiezen om te varen, uit vijf door de organisatie aangegeven routes. De start en finish van de race waren van 1996-2008 in Muiden, van 2009-2013 in Durgerdam en van 2014 tot heden vanuit de Bataviahaven in Lelystad. De wedstrijd vindt plaats op het Markermeer, IJsselmeer, Waddenzee en de Noordzee.

## Jan Luyendijk
Sinds 1996 werd de race jaarlijks georganiseerd door Jan Luyendijk. Hij is voor zijn inzet voor de zeilsport in 2006 is geridderd tot Lid in de Orde van Oranje-Nassau.
De 200 Myls solo Zeilrace 2007 is op het laatste moment afgelast door ziekte van Jan Luyendijk. Jan overleed op 28 november 2007 te Amsterdam op 66-jarige leeftijd.
Vlak voor zijn dood heeft hij gevraagd om de 200 Myls in een stichting voort te laten bestaan, zodat de wedstrijd ieder jaar gevaren wordt.
Om de herinnering aan Luyendijk hoog te houden, is de Jan Luyendijk Trofee in het leven geroepen. Deze wordt jaarlijks uitgereikt aan een schipper die een bijzondere prestatie heeft geleverd tijdens de 200 Myls 'SOLO' zeilrace.

## Deelnemers
Ieder jaar melden zich veel deelnemers aan om mee te mogen doen, maar het maximale aantal dat mee kan doen bedraagt 140 deelnemers. Door het grote aantal deelnemers is vanaf 2014 de thuishaven in Lelystad.

## De wedstrijd
De 200 myls dient in zijn geheel solo te worden gezeild. 
Het wedstrijdelement van deze 'singlehanded' zit niet alleen in de snelheid van het schip en zijn toegekende handicap-factor, maar ook in de planning en organisatie aan boord van het jacht. 
Weerkunde, aan- en afvaart, rustmomenten en tactiek spelen een zeer grote rol. 
Zowel de schipper als het jacht dienen in een goede conditie en zeewaardig te zijn. Uitgangspunt voor de uitrusting zijn de Offshore Special Regulations van de World Sailing Organisation. De organisatie van de 200 myls controleert hier actief op.
Er zijn geen restricties wat betreft zeilvoering, navigatiemiddelen en andere apparatuur. Wel bepaalt de uitrusting het zeilgebied. Zo kunnen schepen zonder reddingsvlot en AIS transponder niet deelnemen aan de routes over zee.

## Thuisblijvers
De thuisblijvers hebben met de 200 myls SOLO niets te klagen. De wedstrijd kan nagenoeg 'live' worden gevolgd via het internet. Op de site wordt tijdens de wedstrijd zeer regelmatig nieuws geplaatst. Maar wat deze wedstrijd naar solo zeilen bijzonder maakt is vooral de combinatie met Google Maps en de daarop geprojecteerde routes per deelnemer. Deze standen worden live met behulp van een gps- of GPRS-device naar internet doorgezet.

## Uitslagen
De definitieve uitslagen worden bekendgemaakt tijdens de uitreiking. Naast de 1e, 2e en 3e prijs worden er ook een damestrofee uitgereikt en een Jan Luijendijk Wisseltrofee.
| Nr. | Jaar | 1e plaats                                                     | 2e plaats                                                     | 3e plaats                                                     | Deelnemers                                                    | Damestrofee                                                   |
| --- | ---- | ------------------------------------------------------------- | ------------------------------------------------------------- | ------------------------------------------------------------- | ------------------------------------------------------------- | ------------------------------------------------------------- |
| 1   | 1996 | Han Beijersbergen                                             | Piet Bakker                                                   | Jan Luyendijk                                                 | 5                                                             |                                                               |
| 2   | 1997 | Jan de Ruiter                                                 | Han Beijersbergen                                             | Kees Corts                                                    | 17                                                            |                                                               |
| 3   | 1998 | Han Beijersbergen                                             | Hans Hofstee                                                  | Albert Broshuis                                               | 31                                                            |                                                               |
| 4   | 1999 | Kees Corts                                                    | Govert Riksen                                                 | Dik Geurts                                                    | 44                                                            |                                                               |
| 5   | 2000 | Kees Corts                                                    | Han Beijersbergen                                             | Rob Jaspers                                                   | 54                                                            |                                                               |
| 6   | 2001 | Bart Boosman                                                  | Bart van Breeschoten                                          | Han Beijersbergen                                             | 69                                                            |                                                               |
| 7   | 2002 | Dik Geurts                                                    | Kees Corts                                                    | Albert Broshuis                                               | 69                                                            | Jaqueline van Amstel                                          |
| 8   | 2003 | Han Beijersbergen                                             | Erik Jan Hardonk                                              | Gerben Bos                                                    | 75                                                            | Jaqueline van Amstel                                          |
| 9   | 2004 | Bart Boosman                                                  | Bart van Breeschoten                                          | Bauke Yntema                                                  | 80                                                            | Jaqueline van Amstel                                          |
| 10  | 2005 | Bauke Yntema                                                  | Gerben Bos                                                    | Egbert v.d. Waal                                              | 85                                                            | Pamela v.d. Vleuten                                           |
| 11  | 2006 | Bauke Yntema                                                  | John van de Starre                                            | Bart Boosman                                                  | 87                                                            | Jaqueline van Amstel                                          |
| 12  | 2007 | Afgelast ivm overlijden organisator Jan Luyendijk             | Afgelast ivm overlijden organisator Jan Luyendijk             | Afgelast ivm overlijden organisator Jan Luyendijk             | Afgelast ivm overlijden organisator Jan Luyendijk             | Afgelast ivm overlijden organisator Jan Luyendijk             |
| 13  | 2008 | Afgelast door weerswaarschuwingen (Gehele race boven de 7 bf) | Afgelast door weerswaarschuwingen (Gehele race boven de 7 bf) | Afgelast door weerswaarschuwingen (Gehele race boven de 7 bf) | Afgelast door weerswaarschuwingen (Gehele race boven de 7 bf) | Afgelast door weerswaarschuwingen (Gehele race boven de 7 bf) |
| 14  | 2009 | Frits Brattinga                                               | Bauke Yntema                                                  | Gerbes Bos                                                    | 82                                                            | Sjouke Bus                                                    |
| 15  | 2010 | John van der Starre                                           | Richard van Leeuwen                                           | Peter van der Schaaf                                          | 77                                                            | Sjouke Bus                                                    |
| 16  | 2011 | John van der Starre                                           | Bart Desaunois                                                | Sander van Doorn                                              | ??                                                            | Sjouke Bus                                                    |
| 17  | 2012 | Gestaakt na het overlijden deelnemer Dancker Daamen           | Gestaakt na het overlijden deelnemer Dancker Daamen           | Gestaakt na het overlijden deelnemer Dancker Daamen           | Gestaakt na het overlijden deelnemer Dancker Daamen           | Gestaakt na het overlijden deelnemer Dancker Daamen           |
| 18  | 2013 | John van der Starre                                           | Richard van Leeuwen                                           | Govert Ramselaar                                              | 74                                                            |                                                               |
| 19  | 2014 | Henk Zomer                                                    | Patrick ten Brincke                                           | Jesse Mulder                                                  | 73                                                            |                                                               |
| 20  | 2015 | Sander van Doorn                                              | Richard van Leeuwen                                           | Harris Visser                                                 | 73                                                            |                                                               |